# Cortodera stolida
Cortodera stolida är en skalbaggsart som först beskrevs av Thomas Casey 1924.  Cortodera stolida ingår i släktet Cortodera och familjen långhorningar. Inga underarter finns listade i Catalogue of Life.